# Christian Jensen Kolleg
Das Christian Jensen Kolleg ist ein ökumenisches Tagungs- und Begegnungszentrum für Kirche und Gesellschaft in der nordfriesischen Gemeinde Breklum. Die Bildungsstätte wurde im Jahr 2005 gegründet und ist in der Rechtsform einer Gemeinnützigen GmbH organisiert.

## Geschichte

### Christian Jensen und die Breklumer Mission
Der Theologe Christian Jensen, geboren im nordfriesischen Fahretoft, wurde im Jahre 1873 zum Hauptpastor der Kirchengemeinde Breklum berufen. Er kaufte im Jahr 1876 das Bauernhaus, welches heute als sogenanntes Missionshaus zu den Liegenschaften des Christian Jensen Kollegs gehört. Hier richtete er die Breklumer Mission ein, die die Aufgabe hatte, evangelisch-theologische Missionare auszubilden und anschließend in die Welt zu entsenden.
In den nachfolgenden Jahren wurde diese Einrichtung um weitere ergänzt. So entstanden eine Druckerei für Literatur christlicher Publizistik, mit dem sogenannten Martineum ein evangelisches Gymnasium und das Sanatorium. Bereits ab dem Jahr 1881 wurden die ersten Missionare in die Welt entsandt. Die frühesten Missionsstationen befanden sich im asiatischen Kulturkreis (zunächst Indien, kurz danach auch China). Aufgrund der hohen Zahl nordfriesischer Auswanderer nach Übersee im 19. Jahrhundert entsandte das Breklumer Predigerseminar für Amerika alsbald auch über 200 Pastoren in die deutschen Einwanderergemeinden in den Vereinigten Staaten und Kanada. Später verlagerte sich der geographische Schwerpunkt der Missionsarbeit nach Afrika (unter anderem Tansania, Kenia und Kongo) sowie Mittelamerika. Auf diese Weise wurde das kleine Dorf Breklum im Herzogtum Schleswig (später Bundesland Schleswig-Holstein) durch die missionarische Arbeit schnell zu einem weltweit bekannten Ort. Durch die Breklumer Missionsarbeit, die stets einem Leitbild der sozialen Verantwortung folgte, entstanden in den Zielländern zudem viele soziale Einrichtungen wie Schulen, Kranken- und Waisenhäuser. Das Leitbild folgte unter anderem der religiösen Erneuerungsbewegung dieser Jahre.

### 20. Jahrhundert
In der Zeit des deutschen Nationalsozialismus galt Breklum als wichtiger Ort des Widerstands der Bekennenden Kirche.
Nach dem Ende des Dritten Reichs blieb der Ort ein Zentrum der kirchlichen Bildungsarbeit. Die Einrichtung eines Prediger- sowie des Katechistischen Seminars war Beleg dafür. Von 1945 bis 1970 bestand zudem ein Seminar für Gemeindehelfer.
Der Umwidmung der Einrichtung in Nordelbisches Zentrum für Weltmission und kirchlichen Weltdienst im Jahr 1970 folgte ein Jahr später der Umzug der Missionsverwaltung nach Hamburg-Othmarschen. Seither wurden die Außenkontakte von der Hamburger Einrichtung übernommen. Breklum ist bis heute jedoch der Dienstsitz des mittlerweile im Zuge der Gründung der Nordkirche umbenannten sogenannten Zentrums für Mission und Ökumene – Nordkirche weltweit.

### Christian Jensen Kolleg
Im neuen Jahrtausend entschlossen sich die kirchlichen und kommunalen Träger schließlich dazu, das nach dem Gründer der Missionsanstalt benannte Christian Jensen Kolleg zu gründen. Man war sich einig darin, dass sich mit der Einrichtung eines Bildungszentrums die vorhandenen Immobilien bestmöglich weiternutzen ließen. Die Einweihung der Einrichtung fand am 30. September 2005 statt. Die Räumlichkeiten werden seither von verschiedensten Gruppierungen kirchlicher sowie weltlicher Natur im nördlichen Schleswig-Holstein als Tagungsort genutzt.
Ein Brand zerstörte das Missionshaus im Jahr 2009; zahlreiche Archivalien wurden vernichtet. Das Haus wurde bis 2010 wieder aufgebaut.

## Gebäude

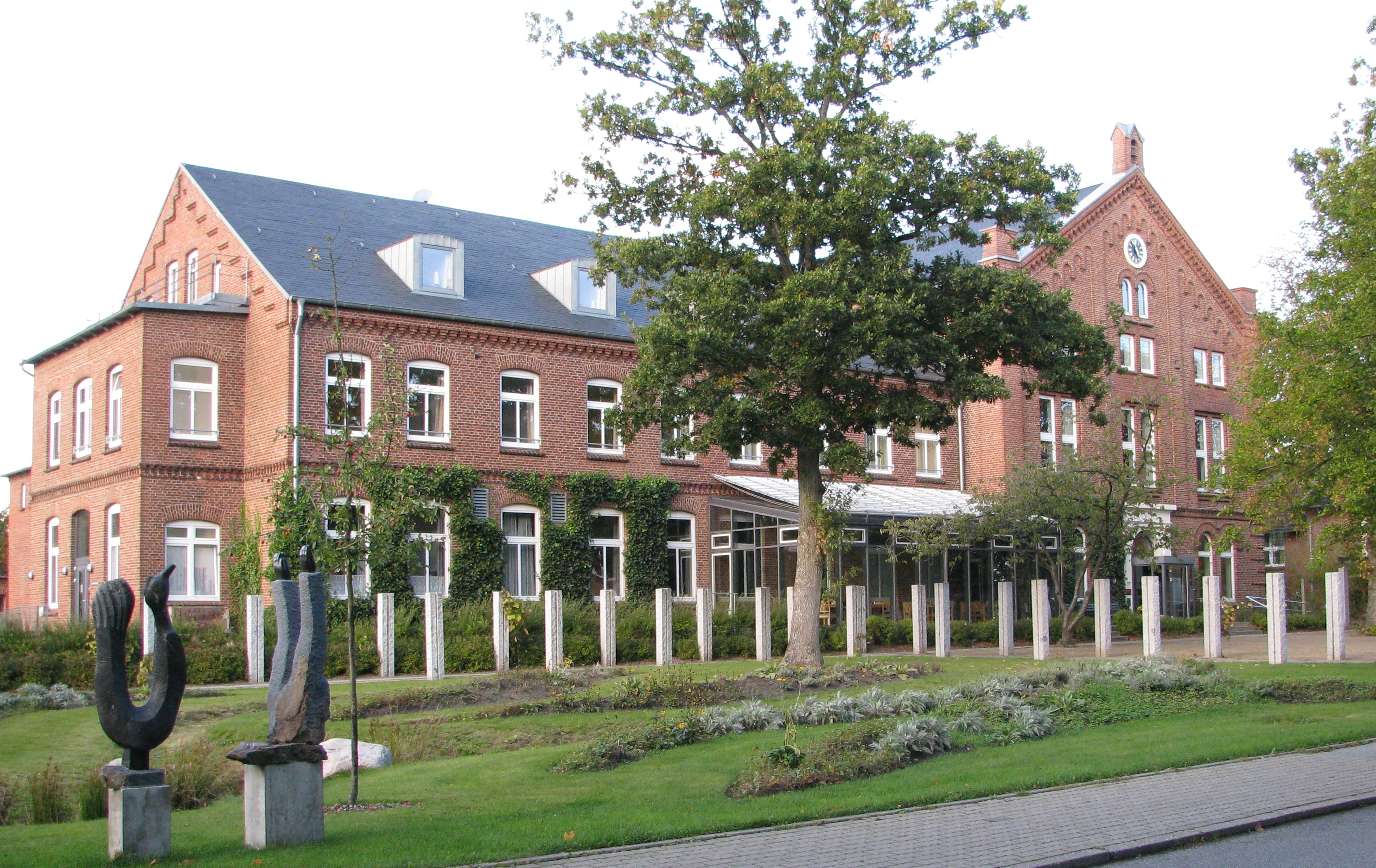
Das Martineum

Das Christian-Jensen-Kolleg befindet sich im zusammenhängenden Siedlungsbereich des Ortes Breklum zu beiden Seiten der Kirchenstraße. Westlich an das Gelände angrenzend verläuft der Bahndamm der Marschbahn.
Seminarveranstaltungen finden zumeist im sogenannten Missionshaus statt. Hier befinden sich in den Obergeschossen Verwaltungsbüros. In dem südlich benachbarten Gebäude befindet sich der Festsaal, der für größere Veranstaltungen und Vorträge genutzt werden kann. Er ist so angeordnet, dass er auch für mittlere Gruppengröße in drei einzelnen Vortragssäle geteilt werden kann. Im hinteren Gebäudeteil befindet sich das Jugendgästehaus. Im Seitenflügel des Missionshauses ist eine kleine Kapelle untergebracht. In einem Anbau mit einem zusätzlichen separaten Eingang vom Außengelände ist eine Buchhandlung, die Breklumer Bücherstube mit der örtlichen Postagentur als Filiale der Deutschen Post eingerichtet.
Auf dem durch die Kirchenstraße abgetrennten gegenüberliegenden Grundstücksteil befinden sich drei Gästehäuser und mit dem Martineum das Zentralgebäude der Einrichtung. Hier sind die Rezeption, ein Speisesaal (Mensa) und die Aula untergebracht. Ergänzend sind noch die Café? Sí!Bar und ein Kaminzimmer vorhanden. Die Obergeschosse enthalten weitere Seminarräume. Vom Speisesaal besteht Zugang zur Außenterrasse. Ein weiteres Gästehaus ist mittlerweile in einem westlich des Bahndamms befindlichen Gebäude eingerichtet. Die Gästehäuser sind benannt nach den Erdteilen, in denen die Missionare wirkten (Ostasien, Indien, Afrika, Lateinamerika).
Die Wege auf dem Stammgelände werden begleitet durch Granitstelen.